# Велимир Хлебников. Король времени
«Велими́р Хле́бников. Коро́ль вре́мени» — первая биография Велимира Хлебникова, написанная Софией Старкиной к 120-летию поэта в 2005 году; опубликована издательством «Вита Нова» в книжной серии «Жизнеописания». В 2007 году текст в немного переработанном виде был переиздан бо́льшим тиражом по существенно меньшей розничной цене в серии «Жизнь замечательных людей» издательства «Молодая гвардия». Книга была хорошо принята в литературной и литературоведческой среде и при небольших недостатках стала, по выражению одного из рецензентов, Андрея Россомахина, «образцовой на долгие годы вперёд». Поэт и исследователь русского поэтического авангарда Сергей Бирюков, с 1960-х годов изучавший Хлебникова и понимавший всю сложность подобной задачи, написал, что «София Старкина сделала невероятное», создав «канонический текст о человеке-легенде». Самые жёсткие критики книги, Григорий Амелин и Валентина Мордерер, сказали о ней: «это только первые несколько ступенек, мы всё ещё находимся на подступах к жизнеописанию великого тайновидца, насмешника и мифотворца».

## История издания
Биография Велимира Хлебникова, написанная Софией Старкиной к 120-летию Хлебникова в 2005 году, общепризнанно считается первой биографией поэта, хотя формально в 1975 году к его 90-летию в издательстве «Советский писатель» была издана книга Николая Степанова «Велимир Хлебников». Про последнюю литературный критик (и сам биограф) Владимир Новиков сказал, что «она не в счёт: написана в конъюнктурных наручниках, с насилием автора и над собой, и над материалом».
«Велимир Хлебников. Король времени» был опубликован издательством «Вита Нова» в дорогостоящей биографической серии «Жизнеописания». Высокая цена книги не в последнюю очередь была обусловлена большим количеством не только чёрно-белых фотографий в тексте (в том числе публикуемых впервые), но и цветных иллюстраций на вклейках (всего в издании 296 чёрно-белых иллюстраций и 90 цветных). Рецензент Андрей Россомахин особое внимание обратил на обширную иконографию книги: помимо собственно фотографий в ней было тридцать портретов Хлебникова, из которых пять живописных портретов были воспроизведены в цвете. Справочный аппарат книги включал в себя библиографию и указатели творческих организаций и имён.
Общим для всей серии «Жизнеописания» был составной переплёт и тиснение на нём фольгой. К характерным особенностям именно этой биографической серии можно также отнести двухсоставное название каждой книги: имя собственное героя + подзаголовок. В серии выходили как издававшиеся ранее биографии, так и — аналогично хлебниковской — написанные специально для неё. Тираж биографии Велимира Хлебникова был 1500 экземпляров.
Качественная и дорогая полиграфия биографии Хлебникова частью критиков была воспринята негативно. Язвительные Григорий Амелин и Валентина Мордерер написали, что «книга-биография выпущена в сувенирном исполнении», а Никита Елисеев заметил: «Трагедия поэта заключается в том, что в конце концов он попадает в книжку с золотым обрезом».
Издание «Вита Новы» было профинансировано в рамках Федеральной целевой программы «Культура России» (подпрограмма «Поддержка полиграфии и книгоиздания») во втором полугодии 2005 года под названием «Одинокий лицедей: Жизнеописание Велимира Хлебникова» для тиража 2000 экземпляров.
Через два года, в 2007 году, написанная Старкиной биография была издана в немного переработанном виде в значительно более доступной по цене книжной серии «Жизнь замечательных людей» издательства «Молодая гвардия» под названием «Велимир Хлебников» с 67-ю чёрно-белыми иллюстрациями тиражом 5000 экземпляров. Издание «Молодой гвардии» было санкционировано издательством «Вита Нова», которое значилось среди владельцев авторских прав нового издания. Спустя 10 лет, в 2015 году, первое издание по-прежнему можно было купить на сайте издательства «Вита Нова» и в интернет-магазинах, в то время как второе было распродано.

### «Велимир Хлебников: венок поэту»
В комплекте с книгой Софии Старкиной «Велимир Хлебников. Король времени» издательство «Вита Нова» опубликовало и продавало 64-страничную антологию стихотворных посвящений Хлебникову — «Велимир Хлебников: венок поэту». Составителем и автором предисловия антологии выступил Арсен Мирзаев. Сергей Бирюков считает это приложение к основной книге неслучайным, поскольку сквозь поэтические тексты Велимира Хлебникова «глядится весь XX век „после Хлебникова“».
Не имея возможности издать полную антологию из примерно ста авторов, Мирзаев включил в неё 33 автора, охватив период времени с 1909-го (самый ранний текст — Вячеслава Иванова) по 1970 год (самый поздний текст — Бориса Слуцкого). Основу книги составили тексты современников Хлебникова. Трое авторов — Николай Бурлюк, Борис Лапин и Николай Глазков — были представлены двумя текстами, и общее число текстов достигло 36 — возраста, в котором Хлебников ушёл из жизни. Семь текстов были впервые републикованы спустя 80—90 лет после их появления в малотиражных сборниках и альманахах. В предисловии Арсен Мирзаев определил самые сущностные изменения в отношении к Хлебникову по мере отдаления от его времени:
…Элемент «восторженного почитания» отходит на второй план. Появляется тенденция творческого переосмысления идей и находок Хлебникова. Ему посвящаются уже не только конвенциональные стихи, но и палиндромы (Н. Ладыгин, Д. Авалиани, Б. Гринберг и др.), тексты, ориентированные на словотворчество и формальный эксперимент (С. Бирюков, А. Альчук, В. Мельников, А. Ровнер, А. Очеретянский и пр.). Перепевание мифов («урус-дервиш», наволочка со стихами, безбытность, неприкаянность, неотмирность, визионерство, сжигание рукописей и тому подобное) уступает место вдумчивой работе с его художественными новациями — с тем, что привнёс Велимир в русскую поэзию.
Андрей Россомахин указал на отсутствие в антологии стихотворений двух авторов из выбранного составителем периода 1909—1970 годов: «Хлебников и черти» Леонида Мартынова (1964) и «Велимир» (1970) Юрия Кублановского. Кроме того, у вошедших в антологию Василия Каменского, Николая Асеева и Николая Глазкова были представлены не все тексты, посвящённые Хлебникову: не хватает «Сарынь на кичку!» (1915) Каменского, главы «Хлебников» из поэмы Асеева «Маяковский начинается» (1936—1939) и стихотворения «В. Хлебникову» (1944) Глазкова. В выстраивании структуры антологии составитель, по замечанию Россомахина, не придерживался ни хронологического, ни алфавитного принципа, ни третьего возможного подхода, например: разделения авторов на лично знавших Хлебникова и всех остальных.

## Критика
Владимир Новиков, подвергая сомнению саму возможность существования научной биографии, назвал книгу Софии Старкиной литературным фактом — в том смысле, что для биографии Хлебникова Старкина выбрала то, что сочла «наиболее экспрессивным и эмоционально действенным». Реальная фабула жизни поэта развёрнута в книге в повествовательный сюжет, написанный живым, без наукообразия, языком. Старкинская книга доступна, по мнению Новикова, вузовскому преподавателю, школьному учителю, поэту и простому любителю литературы. О хлебниковской сложности и тёмных местах в его творчестве Старкина пишет простыми прозрачными конструкциями без стилистических претензий и метафорики. Иллюстративный ряд книги функционален и даёт представление как о рукописях Хлебникова, так и о футуристических книгах его времени.
Автор — вслед за большинством биографов — следует естественной очередности событий, не нагружая свой рассказ тормозящими его пространными рассуждениями. Это обеспечивает неослабевающий до конца книги интерес читателя. Житейское поведение Хлебникова, которое со стороны может показаться ненормальным, трактуется Старкиной без каких бы то ни было деклараций как «проявление его абсолютной внутренней свободы, естественности и сосредоточенности на главном деле». По мнению Новикова, София Старкина чувствует Хлебникова «на уровне интонации, в композиционном ритме». Справляется она и с цитированием, умело вставляя разнородные стихи Хлебникова в его житейскую фабулу.
Андрей Россомахин отдельно отметил в книге Старкиной «сдержанное, „сухое“ повествование», выгодно отличающее её «от тех велеречивых биографий, которые нередко появляются в серии ЖЗЛ». Россомахину вторит Сергей Бирюков: «Старкина написала стройную и строгую книгу». Выдумка и фантазийность в биографии Хлебникова дозированы и определяются цитируемыми Старкиной авторами. По мнению Николая Александрова, старкинская биография далека как от академичности, так и от беллетристики, и представляет собой, скорее, агиографический жанр: «Это по существу житие, повесть о жизни и скитаниях знаменитого будетлянина».
Сергей Бирюков отмечает в книге неполную выявленность футуристической, экспериментальной деятельности Хлебникова, которая нашла дальнейшее развитие в неканоническом стихосложении обэриутов. Старкиной также не удалось, по его мнению, вскрыть природу высокой смеховой культуры и столь же высокого дара игры Велимира Хлебникова, поскольку серьёзность Хлебникова в творчестве она восприняла слишком буквально.
Недостаточное освещение в книге взаимоотношений Хлебникова с большевистской властью Владимир Новиков объясняет тем, что цельность рассказа могла быть нарушена. Оно покрывается в книге общим ощущением беззащитности Хлебникова «перед жестокостью бытия, в том числе советского». Любовные переживания Хлебникова автором биографии, по мнению Новикова, не отрефлектированы:
Несомненно, что Хлебников был погружён в работу полностью, что из творческого состояния он не выходил. Тем не менее земная любовь в его жизни была и в произведениях отразилась весьма нетривиальным образом. Мне кажется, эта сфера у Старкиной освещена слишком бегло и осторожно — так, как пишут о классиках в книгах «для детей и юношества»: «Надо сказать, что и он нравился женщинам» и т. п. Конечно, фрейдизм как метод остался в прошлом веке, но эрос как важная составляющая хлебниковского мира — предмет увлекательный. Вспомним хотя бы поэму «Лесная дева» с ошеломляющим признанием героини: «Если нет средств примирить, / Я бы могла бы разделить, / Ему дала бы вечер, к тебе ходила по утрам».

### «Письма о русской поэзии» Амелина и Мордерер
Самыми жёсткими критиками биографии «Велимир Хлебников. Король времени» выступили в своей совместной книге 2009 года «Письма о русской поэзии» Григорий Амелин и Валентина Мордерер. Книга Амелина и Мордерер имела резонанс в научной и литературной среде, войдя в том же 2009 году в шорт-лист премии Андрея Белого в номинации «Гуманитарные исследования».
Анализу собственно текста старкинской книги Амелин и Мордерер предпослали краткий ретроспективный обзор противоборствующих сторон российского хлебниковедения, частью которого стала София Старкина на рубеже 1990-х годов. Вначале это были два враждебных лагеря, в центре которых оказались Владимир Маяковский и Пётр Митурич. Затем их сменили Николай Степанов и Николай Харджиев. Степанов «был мягок, доброжелателен и невероятно способен» и быстро, хотя и с большим количеством ошибок, издал первое пятитомное собрание сочинений Хлебникова. Харджиев установил научную монополию на жизнь и творчество Хлебникова, отсекая новых конкурентов доносами на них в архивы, издательства и музеи. К концу 1980-х годов при ещё живом, почти девяностолетнем, Харджиеве в хлебниковедении доминировали с трудом понимавшие друг друга «победительный Рудольф Дуганов, скрупулёзный Александр Парнис и воинственный Виктор Григорьев».
Дуганов, которого София Старкина считала своим учителем, вскоре умер, и ей «нужно было построить такой биографический крейсер, который бы удалось провести по возможности без потерь и кораблекрушений между двумя устрашающими скалами, меж Сциллой и Харибдой хлебниковедения» — Григорьевым, не претендовавшим на написание биографии, но превратившим Хлебникова в идола, и Парнисом, которому в написании биографии мешал «скупой лабораторный перфекционизм».
Храбрая Старкина, столкнувшись лицом к лицу с мемуарным материалом до сих пор сырым и необработанным, лица не потеряла — искусство навигационного лавирования ею усвоено в совершенстве, все острые углы тщательно сглажены или обойдены. Но c прискорбием приходится признать, что частенько Велимир смахивает на Пушкина хармсовских анекдотов (или, что ещё хуже, — на жолковских героев-графоманов)…
В отличие от Владимира Новикова, фактически отказавшего научной биографии в праве на существование, Амелин и Мордерер традиционно делят биографии на научные (хроники, летописи) и художественные. И по их мнению, «биографическая шкурка старкинской выделки опять-таки удобно растянута посерёдке». Старкина «аккуратно и дотошно» пересказывает документы, письма и воспоминания современников, «зачастую слишком наивно полагаясь на правдивость мемуаристов и своим слогом не блеща». Анализ основных поэтических произведений Хлебникова, как считают рецензенты, не удаётся Старкиной совсем.
Старкина выстраивает биографию Хлебникова «на очень чётких и прямолинейных основаниях», не понимая изменений в мировоззрении Хлебникова и не увязывая эти изменения с его творчеством. Так, она считает, что Хлебникова безуспешно «перевоспитывают» родственники, с которыми у него поэтому и не складываются отношения. Поначалу вполне складываются, оппонируют рецензенты. Хлебников-студент перенимает у своего дяди по матери, Петра Николаевича Вербицкого, бывшего редактором «Морского сборника», государственнические интересы, печатается в сборнике «академистов» (студентов-монархистов), фотографируется под портретом царя, пишет пьесу с шовинистическим и черносотенным уклоном «Снежимочка». Старкина этот «неприятный» угол в биографии и творчестве Хлебникова «плавно огибает».
В то же самое время Хлебников испытывает живой интерес к революционному терроризму, в том числе в связи с конспирологией. Старкина этого не видит, и многие персонажи Хлебникова для неё остаются зашифрованными. Зашифрованными для неё остаются главный герой «Снежимочки» «Ховун», прячущий революционеров и затем раскаивающийся в этом, чьё прозвище соотносится с инициалами Хлебникова (ХВ), и сама Снежимочка, которая не только тает, но и таит. Ранний, 1908 года, текст Хлебникова, Старкина читает по написанному: «Ещё не пойманный во взорах вор ник, / А уж в устах вставал надменный дворник…» Но дворника следовало написать с заглавной буквы — это двоюродный брат его матери Александр Дмитриевич Михайлов, получивший революционную кличку Дворник за введение жёсткой дисциплины среди землевольцев и разработку системы конспирации, основанной на точном знании топографии улиц и дворов Петербурга.
Целый ряд других ошибок биографа также происходит от навязанных ею самой себе биографических штампов. Рецензенты иронизируют над ней («подвиг мудрой Старкиной», «юная Соня Старкина вплыла в филологическое море», «храбрая Старкина», «своим слогом не блеща»), но в итоге отдают ей должное и смотрят в будущее:
Биография Хлебникова, написанная Старкиной, — чрезвычайно необходимый и своевременный опыт, но всё же это только первые несколько ступенек, мы всё ещё находимся на подступах к жизнеописанию великого тайновидца, насмешника и мифотворца.

### Критика критики
Первой рецензией на старкинскую биографию Хлебникова стала небольшая статья Никиты Елисеева в журнале «Эксперт». Елисеев не стремился дать будущему читателю общее представление о книге, а сосредоточился на её «буржуазности», несвойственной, по мнению Елисеева, Хлебникову и — в противовес этой буржуазности — ошибках, несовместимых с «солидностью», «монографичностью», «академичностью» 500-страничного тома.
Такой подход вызвал отповедь другого рецензента книги — Андрея Россомахина. Комментируя сентенцию Елисеева о полиграфической роскоши («буржуазности») книги «Вита Новы» («Сам-то Хлебников любил, чтобы книга была издана на обороте дешёвых обоев…»), Россомахин замечает, что эпатажный футуристический период Хлебникова некорректно сравнивать с его советским периодом. В 1920 году он, к примеру, писал Осипу Брику: «…Изданы мои сочинения или нет?… вдруг вы пришлёте мне толстый пушкинский том?..»
Обнаружив несколько ошибок в книге, сам Елисеев, по мнению Россомахина, позволил себе поверхностные суждения о Хлебникове и даже — в связи с превратным истолкованием воспоминаний Дмитрия Петровского — фальсификацию этического облика Хлебникова. Найдя три грубые ошибки в указателе имён, Елисеев, по замечанию оппонента, не счёл необходимым оговорить, что указатель составляла не автор книги София Старкина.

## Отзывы хлебниковедов
Рецензируя книгу Софии Старкиной, «которая напрашивается на чтение, а не на помещение в шкаф», Владимир Новиков предположил, что она может быть прочитана с пользой и специалистами-хлебниковедами — «если они поднимутся над ревностью». Общая оценка книги со стороны международного хлебниковедения была более чем положительной — на 9-х Хлебниковских чтениях в сентябре 2005 года в Астрахани, сразу после издания, работа Старкиной была названа исследовательским подвигом. Сергей Бирюков написал, что «София Старкина сделала невероятное», создав «канонический текст о человеке-легенде». Андрей Россомахин посчитал, что эта книга на долгие годы станет образцовой. Оценки других хлебниковедов естественным образом разнились из-за субъективности и контекстности восприятия книги.
Ещё до написания Старкиной биографии Хлебникова, в 2002 году, Дмитрий Пашкин отметил, что первая глава старкинской кандидатской диссертации «Творчество Велимира Хлебникова 1904—1910 годов (дофутуристический период)» 1998 года демонстрирует большой «задел» для создания научной биографии Велимира Хлебникова. При этом тот же Пашкин в той же статье написал, что самый существенный вклад в разработку биографии Хлебникова принадлежит Александру Парнису, который установил значительное число важнейших фактов жизни и творчества Хлебникова, включая точное место рождения.
Сам Парнис в целом воспринял выход старкинской биографии болезненно, о чём публично сказал только спустя несколько лет после издания книги — в 2013 году, в юбилейном, к 75-летию, интервью, подводя предварительные итоги своей жизни:
Сейчас одна питерская коллега моя Софья Старкина написала первую книжку, она вышла в ЖЗЛ, биографию Хлебникова, ту, которую я в принципе мог делать. Она написала, что, может быть, вы это сделали бы лучше меня. Но у неё хватило, может быть, это женская целеустремленность или терпимость, она не разбрасывалась, и она сумела это всё сделать. У неё получилась книга биографическая. У меня разные претензии есть к этой книге, но, по крайней мере, книга, которую я мог и должен был сделать, я не смог сделать.
Издание книги Старкиной Парнис воспринимал ещё и в контексте своей общей ситуации: «Самое смешное, что вышла книжка, посвящённая мне, а у меня нет ни одной собственной книжки, и в этом моя личная трагедия».
Несостоявшийся хлебниковед и состоявшийся под значительным влиянием Хлебникова прозаик и поэт Виктор Іванів оценивал старкинскую книгу уже с позиций своего жизненного и писательского опыта — прежде всего, в интервью, которое он дал незадолго до смерти Софии Старкиной и за несколько месяцев до собственного самоубийства. Назвав биографию Старкиной «прекрасной» с точки зрения объективации знаний о Хлебникове, для себя он сделал другой, во многом противоположный выбор:
Единственное, что, на мой взгляд, можно делать с Хлебниковым — это всякий раз заново оглядываться на мир, как будто он будет вечен. Из всех «законов», открытых им, можно повторить лишь один — его страшную судьбу, только на собственной шкуре. Стихи Рембо в своё время тоже казались мне литературной игрой, шуткой. Опыт создания «оркестра чувств» показывает, что если веришь тому, что написано в книгах, не пытайся это проверять. Поверь лучше на слово. Что касается меня, то я охотнее поверю всем фантазиям кокаиниста Петровского о приключениях Хлебникова, и проверять их буду не по освидетельствованию Анфимова и по прекрасной биографии Софии Старкиной, а по «Малиновой шашке», достойной лучших глав «Декамерона», если читать внимательно. Лучше врать безбожно по всякому поводу, чем задумываться о мотивировках Петра Митурича, окончившихся эпизодом смерти в Санталово.

### Публикации фрагментов
- Старкина София. Велимир Хлебников. Король времени. Глава третья. «Пощёчина общественному вкусу». 1911—1914 // Элита общества. — 3 августа 2005 года. Архивировано 2 апреля 2015 года.

## Комментарии
1. ↑  См.: Авангард и остальное. Сборник статей к 75-летию Александра Ефимовича Парниса / Под ред. Х. Барана. — М.: Три квадрата, 2013. — 864 с. — 800 экз. — ISBN 978-5-94607-172-7.
2. ↑  Воспоминания Дмитрия Петровского о Велимире Хлебникове считаются по большей части выдумкой Петровского.
3. ↑  Врач-психиатр, в 1919 году спасший Хлебникова от призыва в Добровольческую армию и позже написавший статью «О психопатологии творчества. Хлебников в 1919 году» (1931, опубликована в 1935).
4. ↑  Иронический рассказ Хлебникова, прототипом главного героя которого послужил Дмитрий Петровский. Заканчивается рассказ следующей характеристикой героя: «Любил таинственное и страшное. Врал безбожно и по всякому поводу».
5. ↑  Смерть Велимира Хлебникова многие увязывают с бездействием находившегося в это время рядом с Хлебниковым Петра Митурича.